# Saint-Germain-la-Blanche-Herbe
Saint-Germain-la-Blanche-Herbe é uma comuna francesa na região administrativa da Normandia, no departamento Calvados. Estende-se por uma área de 2,63 km². Em 2010 a comuna tinha 2 344 habitantes (densidade: 891,3 hab./km²).